# Record mondiali di atletica leggera
I record mondiali di atletica leggera rappresentano le migliori prestazioni di atletica leggera stabilite a livello mondiale e ratificate ufficialmente dalla World Athletics, la federazione internazionale di atletica leggera.

## Record mondiali
Dal 1998, secondo la regola 260 della federazione internazionale, i record mondiali (al contrario dei record mondiali indoor) possono essere stabiliti in impianti con o senza copertura, motivo per cui una prestazione realizzata indoor può essere ratificata come record mondiale. La regola non è stata applicata retroattivamente.
A partire dal 1º gennaio 2004 la federazione internazionale ha ratificato ufficialmente i record ottenuti nelle gare di corsa e di marcia su strada.
Fino al 2023 venivano registrati separatamente i record stabiliti in impianti all'aperto e in impianti al coperto (indoor), ma dal 1º gennaio 2024, con l'entrata in vigore delle modifiche al Regolamento Tecnico Internazionale, non esiste più tale distinzione. Solo per le corse (e la marcia) superiori ai 100 metri corse su pista, a causa della diversa conformazione dei tratti in curva, viene fatta la distinzione tra le prestazioni ottenute su pista standard da 400 metri e quelle ottenute su pista standard da 200 metri (pista corta, che può essere sia in impianto indoor, sia all'aperto), se previste dallo stesso RTI.

### Maschili
Statistiche aggiornate al 12 agosto 2025.
| 60 m | Lungo  | Peso    | Alto   | 60 m hs | Asta   | 1000 m  |
| ---- | ------ | ------- | ------ | ------- | ------ | ------- |
| 6"79 | 8,16 m | 14,56 m | 2,03 m | 7"68    | 5,20 m | 2'32"77 |

| 100 m (v.)       | Lungo (v.)        | Peso    | Alto   | 400 m | 110 m hs (v.)    | Disco   | Asta   | Giavellotto | 1500 m  |
| ---------------- | ----------------- | ------- | ------ | ----- | ---------------- | ------- | ------ | ----------- | ------- |
| 10"55 (+0,3 m/s) | 7,80 m (+1,2 m/s) | 16,00 m | 2,05 m | 48"42 | 13"75 (−1,1 m/s) | 50,54 m | 5,45 m | 71,90 m     | 4'36"11 |

### Femminili
Statistiche aggiornate al 13 luglio 2024.
| 60 m hs | Alto   | Peso    | Lungo  | 800 m   |
| ------- | ------ | ------- | ------ | ------- |
| 8"23    | 1,92 m | 15,54 m | 6,59 m | 2'13"60 |

| 100 m hs (v.)    | Alto   | Peso    | 200 m (v.)       | Lungo (v.)        | Giavellotto | 800 m   |
| ---------------- | ------ | ------- | ---------------- | ----------------- | ----------- | ------- |
| 12"69 (+0,8 m/s) | 1,86 m | 15,80 m | 22"56 (+1,6 m/s) | 7,27 m (+0,7 m/s) | 45,66 m     | 2'08"51 |

| 100 m (v.)       | Disco   | Asta   | Giavellotto | 400 m | 100 m hs (v.)    | Lungo (v.) | Peso    | Alto   | 1500 m  |
| ---------------- | ------- | ------ | ----------- | ----- | ---------------- | ---------- | ------- | ------ | ------- |
| 12"49 (+1,6 m/s) | 46,19 m | 3,10 m | 48,78 m     | 57"19 | 14"22 (+2,4 m/s) | 6,12 m     | 16,42 m | 1,78 m | 5'15"86 |

### Misti
Statistiche aggiornate al 7 settembre 2023.
| Specialità                             | Prestazione | Atleta                                                     | Nazione                       | Data           | Luogo              |
| -------------------------------------- | ----------- | ---------------------------------------------------------- | ----------------------------- | -------------- | ------------------ |
| Staffetta 4×400 m mista (progressione) | 3'08"80     | Justin Robinson Rosey Effiong Matthew Boling Alexia Holmes | Stati Uniti Squadra nazionale | 19 agosto 2023 | Budapest, Ungheria |

## Migliori prestazioni mondiali
Alcune specialità dell'atletica leggera non vengono ufficialmente ratificate dalla World Athletics. Per questo motivo le migliori prestazioni di tali specialità non sono denominate record mondiali, ma vengono chiamate con il termine migliori prestazioni mondiali.

### Maschili
Statistiche aggiornate al 17 dicembre 2023.
| Specialità                 | Prestazione        | Atleta                   | Nazione       | Data              | Luogo                                   |
| -------------------------- | ------------------ | ------------------------ | ------------- | ----------------- | --------------------------------------- |
| Corse piane su pista       |                    |                          |               |                   |                                         |
| 55 m piani                 | 5"99(i)            | Obadele Thompson         | Barbados      | 22 febbraio 1997  | Colorado Springs, Stati Uniti d'America |
| 100 iarde                  | 9"07 (−0,5 m/s)(+) | Asafa Powell             | Giamaica      | 27 maggio 2010    | Ostrava, Repubblica Ceca                |
| 150 m piani                | 14"97 (+0,9 m/s)   | Linford Christie         | Gran Bretagna | 4 settembre 1994  | Sheffield, Regno Unito                  |
| 300 m piani                | 30"69              | Letsile Tebogo           | Botswana      | 17 febbraio 2024  | Pretoria, Sudafrica                     |
| 300 m piani pista corta    | 31"56(i)           | Steven Gardiner          | Bahamas       | 28 gennaio 2022   | Columbia, Stati Uniti d'America         |
| 500 m piani pista corta    | 59"83(i)           | Abdalelah Haroun         | Qatar         | 17 febbraio 2016  | Stoccolma, Svezia                       |
| 600 m piani                | 1'12"81            | Johnny Gray              | Stati Uniti   | 24 maggio 1986    | Santa Monica, Stati Uniti d'America     |
| 600 m piani pista corta    | 1'13"77(i)         | Donavan Brazier          | Stati Uniti   | 24 febbraio 2019  | New York, Stati Uniti d'America         |
| 2 000 m piani pista corta  | 4'49"99(i)         | Kenenisa Bekele          | Etiopia       | 17 febbraio 2007  | Birmingham, Regno Unito                 |
| 2 miglia                   | 7'54"10            | Jakob Ingebrigtsen       | Norvegia      | 9 giugno 2023     | Parigi, Francia                         |
| 2 miglia pista corta       | 8'03"40(i)         | Mo Farah                 | Regno Unito   | 21 febbraio 2015  | Birmingham, Regno Unito                 |
| 15 000 m piani             | 41'51"64(+)        | Sabastian Kimaru Sawe    | Kenya         | 1º settembre 2022 | Bruxelles, Belgio                       |
| 20 000 m piani             | 56'20"02(+)        | Bashir Abdi              | Belgio        | 4 settembre 2020  | Bruxelles, Belgio                       |
| 25 000 m piani             | 1h12'25"4(m +)     | Moses Mosop              | Kenya         | 3 giugno 2011     | Eugene, Stati Uniti d'America           |
| 30 000 m piani             | 1h26'47"4(m)       | Moses Mosop              | Kenya         | 3 giugno 2011     | Eugene, Stati Uniti d'America           |
| 24 ore                     | 303 506 m          | Yiannis Kouros           | Australia     | 24 ottobre 1997   | Kensington, Australia                   |
| Corse a ostacoli           |                    |                          |               |                   |                                         |
| 55 m ostacoli              | 6"83(i)            | Renaldo Nehemiah         | Stati Uniti   | 30 gennaio 1982   | Dallas, Stati Uniti d'America           |
| 300 m ostacoli             | 33"26              | Karsten Warholm          | Norvegia      | 4 giugno 2021     | Oslo, Norvegia                          |
| 2 000 m siepi              | 5'10"68            | Mahiedine Mekhissi       | Francia       | 30 giugno 2010    | Reims, Francia                          |
| Corse su strada            |                    |                          |               |                   |                                         |
| 15 km (strada)             | 41'05"             | Joshua Cheptegei         | Uganda        | 18 novembre 2018  | Nimega, Paesi Bassi                     |
| 15 km (strada)             | 41'05"(+)          | Geoffrey Kamworor        | Kenya         | 15 settembre 2019 | Copenaghen, Danimarca                   |
| 10 miglia (strada)         | 44'04"             | Benard Kibet             | Kenya         | 4 dicembre 2022   | Kōsa                                    |
| 20 km (strada)             | 55'21"(+)          | Zersenay Tadese          | Eritrea       | 21 marzo 2010     | Lisbona, Portogallo                     |
| 25 km (strada)             | 1h11'13"           | Daniel Simiu Ebenyo      | Kenya         | 17 dicembre 2023  | Calcutta, India                         |
| 30 km (strada)             | 1h27'13"(+)        | Eliud Kipchoge           | Kenya         | 24 aprile 2016    | Londra, Regno Unito                     |
| 30 km (strada)             | 1h27'13"(+)        | Stanley Kipleting Biwott | Kenya         | 24 aprile 2016    | Londra, Regno Unito                     |
| Marcia                     |                    |                          |               |                   |                                         |
| Marcia 3 000 m pista corta | 10'30"28(i)        | Tom Bosworth             | Gran Bretagna | 25 febbraio 2018  | Glasgow, Regno Unito                    |
| Marcia 5 000 m             | 18'05"49           | Hatem Ghoula             | Tunisia       | 1º maggio 1997    | Tunisi, Tunisia                         |
| Marcia 10 000 m (pista)    | 37'25"21           | Eiki Takahashi           | Giappone      | 14 novembre 2020  | Inzai, Giappone                         |
| Marcia 5 km (strada)       | 18'21"             | Robert Korzeniowski      | Polonia       | 15 settembre 1990 | Bad Salzdetfurth, Germania              |
| Marcia 10 000 m            | 37'25"21           | Eiki Takahashi           | Giappone      | 14 novembre 2020  | Inzai, Giappone                         |
| Marcia 10 km (strada)      | 37'11"             | Roman Rasskazov          | Russia        | 28 maggio 2000    | Saransk, Russia                         |
| Marcia 30 km (strada)      | 2h05'06"           | Nathan Deakes            | Australia     | 27 agosto 2006    | Hobart, Australia                       |

### Femminili
Statistiche aggiornate al 17 dicembre 2023.
| Specialità                | Prestazione      | Atleta                      | Nazione       | Data              | Luogo                                   |
| ------------------------- | ---------------- | --------------------------- | ------------- | ----------------- | --------------------------------------- |
| Corse piane su pista      |                  |                             |               |                   |                                         |
| 55 m piani                | 6"55(i)          | Evelyn Ashford              | Stati Uniti   | 26 febbraio 1982  | New York, Stati Uniti d'America         |
| 55 m piani                | 6"55(i)          | Jeanette Bolden             | Stati Uniti   | 21 febbraio 1986  | Inglewood, Stati Uniti d'America        |
| 150 m                     | 16"41 (+1,1 m/s) | Brianna McNeal              | Stati Uniti   | 20 luglio 2020    | Fort Worth, Stati Uniti d'America       |
| 300 m piani               | 34"41            | Shaunae Miller-Uibo         | Bahamas       | 20 giugno 2019    | Ostrava, Repubblica Ceca                |
| 300 m piani pista corta   | 35"45(i)         | Irina Privalova             | Russia        | 17 gennaio 1993   | Mosca, Russia                           |
| 300 m piani pista corta   | 35"45(i)         | Shaunae Miller-Uibo         | Bahamas       | 3 febbraio 2018   | New York, Stati Uniti d'America         |
| 500 m piani pista corta   | 1'05"63(i)       | Femke Bol                   | Paesi Bassi   | 4 febbraio 2023   | Boston, Stati Uniti d'America           |
| 600 m piani               | 1'21"77          | Caster Semenya              | Sudafrica     | 27 agosto 2017    | Berlino, Germania                       |
| 600 m piani pista corta   | 1'23"41(i)       | Keely Hodgkinson            | Gran Bretagna | 28 gennaio 2023   | Manchester, Regno Unito                 |
| 2 000 m piani pista corta | 5'23"75(i)       | Genzebe Dibaba              | Etiopia       | 7 febbraio 2017   | Sabadell, Spagna                        |
| 2 miglia                  | 8'58"58          | Meseret Defar               | Etiopia       | 14 settembre 2007 | Bruxelles, Belgio                       |
| 2 miglia pista corta      | 9'00"48(i)       | Genzebe Dibaba              | Etiopia       | 15 febbraio 2014  | Birmingham, Regno Unito                 |
| 20 000 m piani            | 1h05'26"6(m)     | Tegla Loroupe               | Kenya         | 3 settembre 2000  | Borgholzhausen, Germania                |
| 25 000 m piani            | 1h27'05"9(m)     | Tegla Loroupe               | Kenya         | 21 settembre 2002 | Mengerskirchen, Germania                |
| 30 000 m piani            | 1h45'50"0(m)     | Tegla Loroupe               | Kenya         | 6 giugno 2003     | Warstein, Germania                      |
| 24 ore                    | 270 116 m        | Camille Herron              | Stati Uniti   | 26 ottobre 2019   | Albi, Francia                           |
| Corse a ostacoli          |                  |                             |               |                   |                                         |
| 55 m ostacoli             | 7"30(i)          | Tiffany Lott-Hogan          | Stati Uniti   | 22 febbraio 1997  | Colorado Springs, Stati Uniti d'America |
| 300 m ostacoli            | 36"86            | Femke Bol                   | Paesi Bassi   | 31 maggio 2022    | Ostrava, Repubblica Ceca                |
| 2000 m siepi              | 5'47"42          | Beatrice Chepkoech          | Kenya         | 10 settembre 2023 | Zagabria, Croazia                       |
| Corse su strada           |                  |                             |               |                   |                                         |
| 15 km                     | 46'59"(+ wo)     | Lornah Kiplagat             | Paesi Bassi   | 14 ottobre 2007   | Udine, Italia                           |
| 15 km                     | 44'20"(mx)       | Letesenbet Gidey            | Etiopia       | 17 novembre 2019  | Nimega, Paesi Bassi                     |
| 10 miglia                 | 51'23"(wo)       | Keira D'Amato               | Stati Uniti   | 24 novembre 2020  | Washington, Stati Uniti d'America       |
| 10 miglia                 | 49'29"(+ mx)     | Caroline Chepkoech Kipkirui | Kenya         | 9 febbraio 2018   | Ras al-Khaima, Emirati Arabi Uniti      |
| 20 km (strada)            | 1h02'57"(+ wo)   | Lornah Kiplagat             | Paesi Bassi   | 14 ottobre 2007   | Udine, Italia                           |
| 20 km (strada)            | 1h01'25"(+ mx)   | Joyciline Jepkosgei         | Kenya         | 1º aprile 2017    | Praga, Repubblica Ceca                  |
| 25 km (strada)            | 1h18'47"(mx)     | Sutume Asefa Kebede         | Etiopia       | 17 dicembre 2023  | Calcutta, India                         |
| 30 km (strada)            | 1h36'05"(+ wo)   | Mary Jepkosgei Keitany      | Kenya         | 23 aprile 2017    | Londra, Regno Unito                     |
| Marcia                    |                  |                             |               |                   |                                         |
| Marcia 3000 m             | 11'35"34(i)      | Gillian O'Sullivan          | Irlanda       | 15 febbraio 2003  | Belfast, Regno Unito                    |
| Marcia 5000 m             | 20'01"80         | Eleonora Anna Giorgi        | Italia        | 18 maggio 2014    | Misterbianco, Italia                    |
| Marcia 5 km (strada)      | 19'46"           | Kjersti Tysse-Plätzer       | Norvegia      | 27 agosto 2006    | Hildesheim, Germania                    |
| Marcia 10 km (strada)     | 41'04"           | Yelena Nikolayeva           | Russia        | 20 aprile 1996    | Soči, Russia                            |
| Marcia 30 km (strada)     | 2h24'33"         | Paola Pérez                 | Ecuador       | 22 ottobre 2017   | Hauppauge, Stati Uniti d'America        |

### Misti
Statistiche aggiornate all'11 maggio 2019.
| Specialità           | Prestazione | Atleta                                            | Nazione                  | Data           | Luogo                             |
| -------------------- | ----------- | ------------------------------------------------- | ------------------------ | -------------- | --------------------------------- |
| Staffetta a ostacoli | 54"42       | Kristi Castlin Spencer Adams Nia Ali Eddie Lovett | Internazionale Blue Team | 29 aprile 2016 | Des Moines, Stati Uniti d'America |
| Staffetta 2×2×400 m  | 3'36"92     | Ce'Aira Brown Donavan Brazier                     | Stati Uniti              | 11 maggio 2019 | Yokohama, Giappone                |